# Enallodiplosis discordis
Enallodiplosis discordis är en tvåvingeart som beskrevs av Gagne 1994. Enallodiplosis discordis ingår i släktet Enallodiplosis och familjen gallmyggor. Inga underarter finns listade i Catalogue of Life.